# Powrót do domu (film 2011)
Powrót do domu (hiszp. Abrir puertas y ventanas) – argentyńsko-szwajcarsko-holenderski film komediowy z 2011 roku w reżyserii Milagros Mumenthaler.
Światowa premiera filmu miała miejsce podczas MFF w Locarno w sierpniu 2011. Obraz zdobył główną nagrodę na tej imprezie, Złotego Lamparta.

## Obsada
- María Canale − Marina Tauss
- Martina Juncadella(inne języki) − Sofía Tauss
- Ailín Salas(inne języki) − Violeta Tauss
- Julián Tello − Francisco

## Nagrody i wyróżnienia
- 2011, MFF w Locarno:
  - Złoty Lampart dla najlepszego filmu
  - nagroda FIPRESCI
  - nagroda dla najlepszej aktorki (María Canale)
  - wyróżnienie jury ekumenicznego i jury młodych
- 2011, MFF w Mar del Plata:
  - nagroda główna dla najlepszego filmu
  - nagroda dla najlepszego reżysera (Milagros Mumenthaler)